# Podagrion
Podagrion is een geslacht van vliesvleugeligen uit de familie Torymidae. De wetenschappelijke naam van dit geslacht is voor het eerst geldig gepubliceerd in 1811 door Maximilien Spinola.
Dit geslacht komt over de hele wereld voor. De larven zijn parasieten die leven in de eiercocon of oötheek van bidsprinkhanen (Mantodea); Podagrion mantis bijvoorbeeld bij  Tenodera sinensis, Tenodera angustipennis of Stagmomantis carolina.

## Soorten
Het geslacht Podagrion omvat de volgende soorten:
- Podagrion abbreviatum Cockerell, 1930
- Podagrion ahlonei Mani & Kaul, 1972
- Podagrion aligarhensis Narendran, 1994
- Podagrion ambatobeensis Risbec, 1955
- Podagrion bambeyi Risbec, 1951
- Podagrion batesi Girault, 1915
- Podagrion beharensis Risbec, 1955
- Podagrion beneficium Girault, 1914
- Podagrion bouceki Delvare, 2005
- Podagrion brasiliense Howard, 1894
- Podagrion breviveinus Zhao, Huang & Xiao, 2007
- Podagrion calopeplum Mani & Kaul, 1972
- Podagrion capitellatum (Dalman, 1826)
- Podagrion charybdis Fernando, 1957
- Podagrion chatterjeei Mani & Kaul, 1972
- Podagrion chichawatnensis Mani & Kaul, 1972
- Podagrion clavellatum (Dalman, 1826)
- Podagrion coerulea (Saussure, 1890)
- Podagrion coeruleoviride Strand, 1911
- Podagrion crassiclava Gahan, 1922
- Podagrion cyaneus Ashmead, 1904
- Podagrion dalbergium Mani & Kaul, 1972
- Podagrion dentatum Strand, 1911
- Podagrion descampsi Risbec, 1954
- Podagrion dineni Narendran, 1994
- Podagrion diospiri Risbec, 1951
- Podagrion dispar Masi, 1926
- Podagrion echthrus Crawford, 1912
- Podagrion epibulum Masi, 1926
- Podagrion epichiron Masi, 1926
- Podagrion flabellatum Girault, 1929
- Podagrion fraternum (Westwood, 1847)
- Podagrion fulvipes (Holmgren, 1868)
- Podagrion galeatae Fischer, 1961
- Podagrion gibbum Bernard, 1938
- Podagrion hayati Narendran, 1994
- Podagrion helictoscela (Masi, 1926)
- Podagrion holbeini Girault, 1923
- Podagrion hyalinum (Girault, 1913)
- Podagrion idomena (Walker, 1850)
- Podagrion indiensis Narendran, 1994
- Podagrion instructum (Walker, 1862)
- Podagrion insulare (Walker, 1847)
- Podagrion isos Grissell & Goodpasture, 1981
- Podagrion ivorensis Risbec, 1953
- Podagrion jayensis Narendran & Sudheer, 2004
- Podagrion judas Fernando, 1957
- Podagrion julia (Girault, 1927)
- Podagrion keralensis Narendran, 1994
- Podagrion klugianum (Westwood, 1847)
- Podagrion koebelei Crawford, 1912
- Podagrion libycum Masi, 1929
- Podagrion longicaudum Masi, 1940
- Podagrion macrurum Schrottky, 1902
- Podagrion magniclavus (Girault, 1913)
- Podagrion malabarensis Narendran, 1994
- Podagrion manii Narendran, 1994
- Podagrion mantidiphagum Girault, 1917
- Podagrion mantis Ashmead, 1886
- Podagrion mantisiphagum (Mani, 1936)
- Podagrion melleum (Westwood, 1847)
- Podagrion metatarsum Girault, 1929
- Podagrion micans Strand, 1911
- Podagrion minus Strand, 1911
- Podagrion nigriclava Dodd, 1917
- Podagrion nipponicum Habu, 1962
- Podagrion noyesi Narendran, 1994
- Podagrion obscurum (Westwood, 1847)
- Podagrion okinawense Habu, 1962
- Podagrion olenus (Walker, 1839)
- Podagrion oon Grissell & Goodpasture, 1981
- Podagrion ophthalmicum Strand, 1911
- Podagrion opisthacanthum Masi, 1926
- Podagrion pachymerum (Walker, 1833)
- Podagrion parvulum Masi, 1940
- Podagrion pavo Girault, 1915
- Podagrion pax Girault, 1913
- Podagrion philippinense Crawford, 1910
- Podagrion prionomerum Masi, 1926
- Podagrion quinquedentatus Ashmead, 1904
- Podagrion quinquis Hoffmeyer, 1929
- Podagrion repens (Motschulsky, 1859)
- Podagrion risbeci (Cockerell, 1930)
- Podagrion scylla Fernando, 1957
- Podagrion sensitivus De Santis & Diaz, 1975
- Podagrion shirakii Crawford, 1913
- Podagrion sinense (Walker, 1852)
- Podagrion splendens Spinola, 1811
- Podagrion tainanicum Masi, 1926
- Podagrion terebrator Masi, 1917
- Podagrion terebratum Strand, 1911
- Podagrion variabilis Risbec, 1953
- Podagrion viduum Masi, 1926
- Podagrion virescens Strand, 1911
- Podagrion washingtoni Girault, 1915
- Podagrion worcesteri Girault, 1913